# توماس ك. هاكيت
توماس ك. هاكيت (بالإنجليزية: Thomas C. Hackett)‏ هو محامي وسياسي أمريكي، ولد في 1798 في الولايات المتحدة، وتوفي في 8 أكتوبر 1851 في نفس البلد. حزبياً، نشط في الحزب الديمقراطي. وقد انتخب عضو مجلس النواب الأمريكي.